# (5110) Belgirate
(5110) Belgirate (1987 SV) – planetoida z grupy pasa głównego asteroid okrążająca Słońce w ciągu 3,69 lat w średniej odległości 2,39 j.a. Odkryta 19 września 1987 roku.